# Жерониці (Великопольське воєводство)
Жерониці (пол. Żeronice) — село в Польщі, у гміні Добра Турецького повіту Великопольського воєводства.
Населення — 181 особа (2011).
У 1975-1998 роках село належало до Конінського воєводства.

## Демографія
Демографічна структура станом на 31 березня 2011 року:
|          | Загалом | Допрацездатний вік | Працездатний вік | Постпрацездатний вік |
| -------- | ------- | ------------------ | ---------------- | -------------------- |
| Чоловіки | 93      | 26                 | 60               | 7                    |
| Жінки    | 88      | 20                 | 53               | 15                   |
| Разом    | 181     | 46                 | 113              | 22                   |